# Julian Ryerson
Julian Ryerson (nascut el 17 de novembre de 1997) és un futbolista professional noruec que juga com a lateral al Borussia Dortmund de la 1. Bundesliga i a la selecció de Noruega.

## Carrera de club

### Viking
Ryerson va fitxar pel Viking procedent del Lyngdal IL l'estiu de 2013. Va aconseguir un gran èxit amb el primer equip la temporada 2016, quan va jugar 18 partits a la lliga. Ryerson va jugar principalment lateral dret en aquests partits.

### Union Berlín
El juliol de 2018, Ryerson va fitxar per l'equip de la 2. Bundesliga 1. FC Union Berlin amb un contracte de tres anys fins al 2021. Després de l'ascens del seu club a la Bundesliga, va marcar el seu gol inaugural en una derrota a casa per 5-2 davant el Bayern de Múnic el 30 d'octubre de 2021 durant la temporada 2021-22. Un mes més tard, el 25 de novembre, va marcar el seu primer gol en competicions europees, assegurant-se una victòria fora de casa per 1-0 contra el Maccabi Haifa a la Conference League.

### Borussia Dortmund
El 17 de gener de 2023, el Borussia Dortmund va anunciar que havia fitxat Ryerson per substituir el lesionat Thomas Meunier, amb un contracte fins al juny de 2026. Una setmana més tard, el 25 de gener, va marcar el seu primer gol en la victòria fora de casa per 2-1 contra el Mainz. Al mes següent, va debutar a la Lliga de Campions el 15 de febrer en una victòria per 1-0 contra el Chelsea a l'anada dels vuitens de final. El 30 de març de 2024, va marcar el segon gol en una victòria per 2-0 fora del Bayern de Múnic, per ser la primera victòria del seu club a <i>Der Klassiker</i> des del 2019 i la primera victòria a l'Allianz Arena en 10 anys.

## Carrera internacional
Ryerson va ser seleccionat per a les seleccions nacionals sub-18, sub-19 i sub-21 de Noruega. El 18 de novembre de 2020, va debutar com a sènior amb Noruega amb l'entrenador Leif Gunnar Smerud en un empat 1-1 fora de casa contra Àustria durant la UEFA Nations League.

## Vida personal
El pare de Ryerson va néixer als Estats Units i la seva mare va néixer a Noruega. El seu cosí és el jugador de futbol noruec Mathias Rasmussen.